# كونراد فرنسيس
كونراد فرنسيس هو سباح سريلانكي، ولد في 8 أغسطس 1981 في كولمبو في سريلانكا.

## روابط خارجية
- كونراد فرنسيس على موقع الاتحاد الدولي للسباحة (الإنجليزية)
- كونراد فرنسيس على موقع SwimRankings.net (الإنجليزية)
- كونراد فرنسيس على موقع اللجنة الأولمبية الدولية (الإنجليزية)
- كونراد فرنسيس على موقع أوليمبيديا (الإنجليزية)
- كونراد فرنسيس على موقع اتحاد ألعاب الكومنولث (مؤرشف) (الإنجليزية)
- كونراد فرنسيس على موقع دورة ألعاب الكومنولث 2006 (مؤرشف) (الإنجليزية)